# Apolon iz Belacca (1957.)
Apolon iz Belacca je hrvatska televizijska drama iz 1957. godine, u režiji Koste Spaića. Riječ je o televizijskoj adaptaciji istoimene jednočinke francuskog pisca Jeana Giradouxa.
Premijerno je prikazana 3. studenoga 1957. na Televiziji Zagreb.

## Glumačka postava
- Boris Buzančić
- Marija Kohn
- Zvonimir Rogoz
- Sven Lasta
- Pero Kvrgić
- Mato Ergović
- Nada Subotić
- Ivo Fici
- Josip Bobi Marotti

## Vanjske poveznice
- Apolon iz Belacca u internetskoj bazi filmova IMDb-a